# Scott J. Horowitz
Scott Jay Horowitz, född 24 mars 1957 i Philadelphia, är en amerikansk astronaut uttagen i astronautgrupp 14 den 5 december 1992.

## Rymdfärder
- STS-75
- STS-82
- STS-101
- STS-105